# Huis van de Stad (Rijswijk)

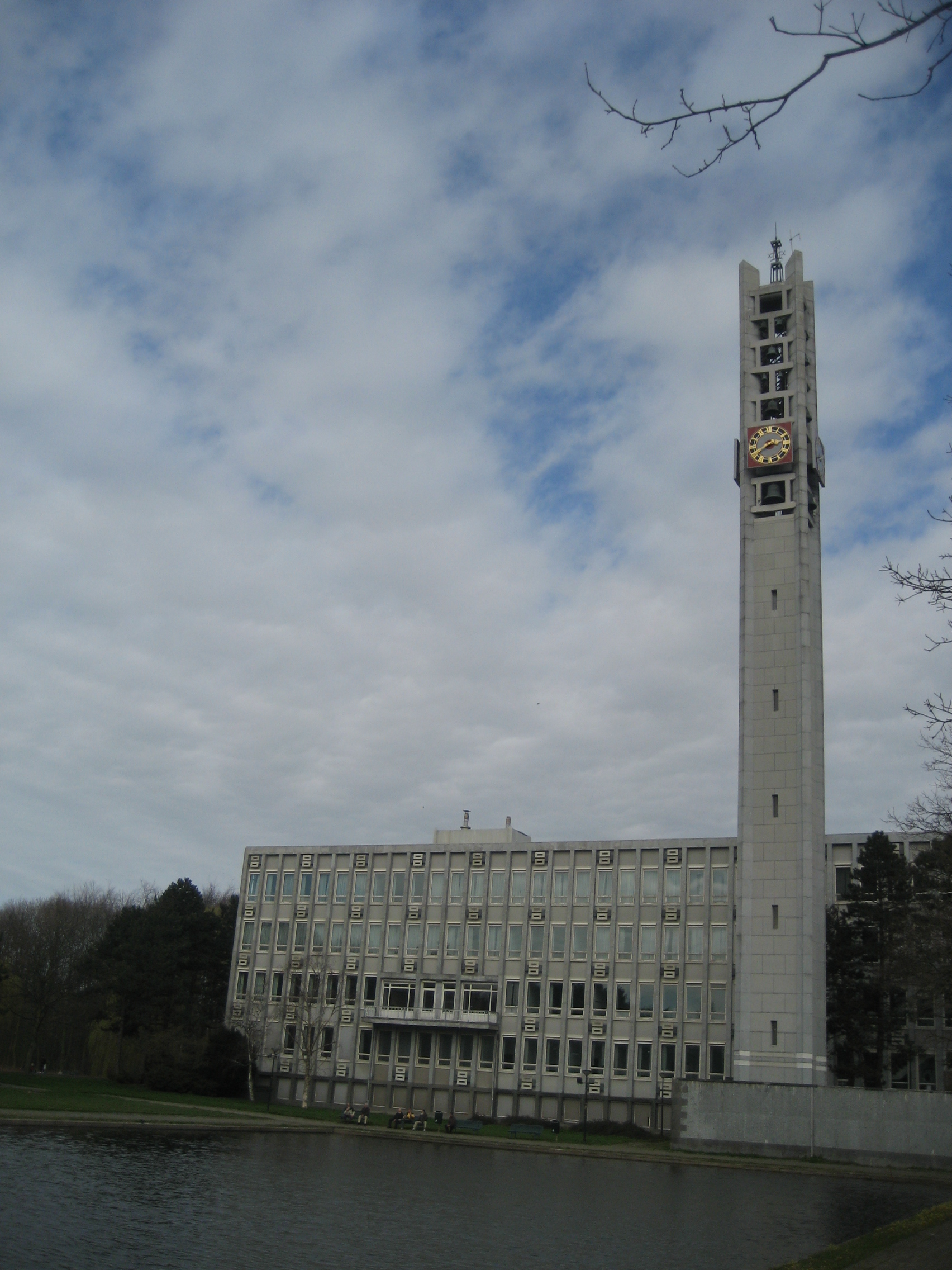
Oude Rijswijkse stadhuis anno 2014

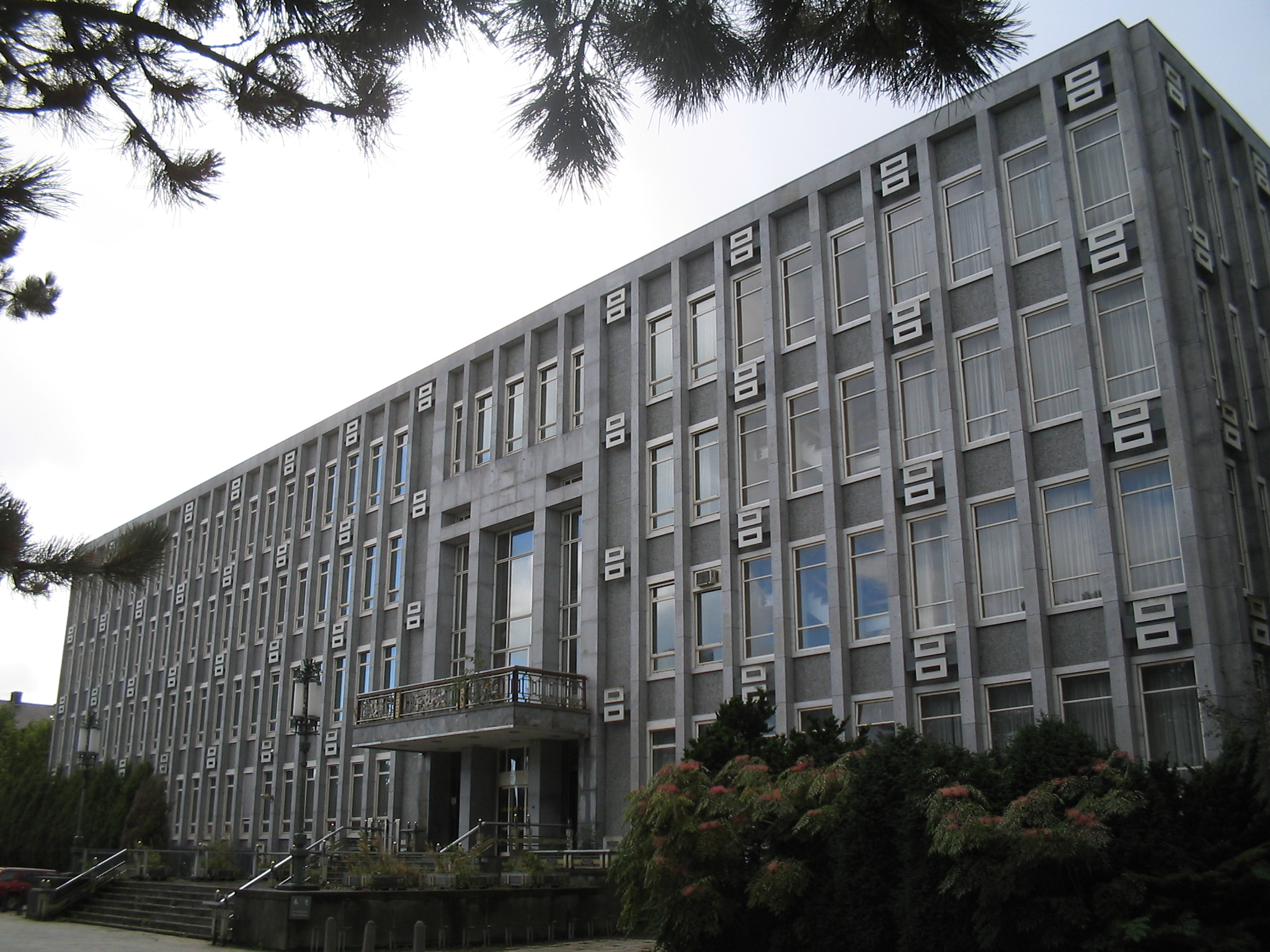
Het leegstaande stadhuis anno 2005

Het voormalig gemeentehuis van de Nederlandse gemeente Rijswijk aan de Generaal Spoorlaan (in de volksmond aangeduid als het oude stadhuis) en sinds 2019 Huis van de Stad is gebouwd in de periode 1964-1967 naar een ontwerp van de Eindhovense architect J.C. van Buijtenen uit 1953-55. In deze periode was Rijswijk een van de snelst groeiende gemeenten van Nederland en het oude gemeentehuis aan Laan Hofrust voldeed niet meer. De toenmalig burgemeester Archibald Bogaardt had goede contacten met voormalig gemeentesecretaris van Rijswijk en later minister Binnenlandse zaken Henk Beernink, de ontwikkelaar Reinder Zwolsman van het bedrijf EMS en Pietro Ursone van de Hollandse Beton Groep, en was nauw betrokken bij de bouw. In het gemeentehuis zijn waardevolle bouwmaterialen verwerkt. Zo zijn op aandringen van Bogaardt de oorspronkelijk in crèmekleurige baksteen ontworpen gevels van het gebouw volledig met natuursteen bekleed (onder meer iragna, soladino, lido, arabescato, serpentino en travertijn). Het gebouw werd opgeleverd en betrokken in 1967.
Het gebouw meet 64 bij 32 meter en is 17,75 meter hoog. De klokkentoren met 47 klokken is 63,5 meter hoog. Ook de vijver met fontein was in het bouwplan betrokken. De totale bouwkosten bedroegen 14 miljoen gulden.
In de periode 1992-1994 vond in opdracht van de gemeente een renovatie aan de buitenkant van de zuid- en westgevels plaats, omdat door weersinvloeden en door verregaande carbonatatie van de betonconstructies de verankering van de natuurstenen gevelplaten vervangen diende te worden. Tijdens de inspectie kwamen er bouwfouten aan het licht, die tevens hersteld werden en werd de klokkentoren gerestaureerd. Voor deze renovatie waren al enkele gevelplaten reeds losgelaten, waardoor een gevaarlijke situatie ontstond. 

## Na 2003
Na september 2003 was de gemeente Rijswijk gevestigd in het verbouwde kantoorgebouw Hoogvoorde naast winkelcentrum In de Bogaard, en stond het oude stadhuis leeg. Op het gebouw rustte nog een miljoenenschuld.
Sinds 2003 zijn er diverse plannen geweest voor een nieuwe functie van het gemeentehuis: als ambassade van de Verenigde Staten, een hotel, een centrum voor artistieke ouderen. Het meest waarschijnlijk was de sloop van het markante gebouw en het realiseren van woonflats. Plannen anno 2005 voorzagen in twee wolkenkrabbers waarvan de hoogste boven de 100 meter komt (zie Garden of Delights).
Het oude stadhuis was een geliefde locatie voor het opnemen van televisieseries. Zo zijn er afleveringen opgenomen van Vuurzee en Koppels. Ook in de serie Freddy, leven in de brouwerij werd het oude stadhuis zowel buiten als binnen als locatie voor het hoofdkantoor van het Heinekenconcern gebruikt.
Anno 2012 was het gebouw nog steeds niet gesloopt. Het nieuwbouwplan Garden of Delights op de oude stadhuislocatie werd in 2011 definitief afgeblazen vanwege de crisis en verminderde vraag naar woningen. Er werd gezocht naar een nieuwe bestemming van de grond of gebouw, want de leegstand kostte de gemeente jaarlijks €600.000. Op 8 maart 2013 was het oude stadhuis onderwerp in het tv-programma Kanniewaarzijn. 
Op 21 mei 2019 werd door de gemeenteraad van Rijswijk besloten om in 2023 Hoogvoorde te verlaten en terug te keren naar het oude stadhuis, voorafgaand aan een grondige opknapbeurt. Alle ambtenaren en de raadszaal verhuisden terug. Het oude stadhuis kreeg de nieuwe naam Huis van de Stad.

## Huis van de Stad
In het Huis van de stad Rijswijk vinden de volgende Rijswijkse instanties sinds 2023 onderdak:
- de gemeente Rijswijk
- Trias, Centrum voor de Kunsten
- dagbesteding ’t Trefpunt
- vrijwilligerscentrum Rijswijk Doet van Welzijn Rijswijk
- de Bibliotheek aan de Vliet